# Dreiband-Weltmeisterschaft für Nationalmannschaften 2010

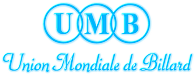
Logo UMB (ausrichtender Verband)

Veranstaltungsort: Viersen

Die Dreiband-Weltmeisterschaft für Nationalmannschaften 2010 war die 24. Auflage dieses Turniers, das seit 1981 in der Regel jährlich in der Billardvariante Dreiband ausgetragen wird, nahmen erstmals 24 Teams teil. Sie fand vom 25. bis zum 28. Februar 2010 in Viersen statt, dass seit 1990 fester Austragungsort der WM ist. Sieger wurde das Team aus der Türkei und beendete damit die 5-jährige Titelserie der Schweden. Sie setzten sich im Finale mit 2:0 gegen Spanien durch. Es war der dritte Titel für die Türkei nach 2003 und 2004. Die Bronzemedaille teilten sich die Teams aus Korea und der Niederlande (Team A). Den besten Satz (1 Aufnahme) von 15,000 spielte der Kolumbianer Carlos Campiño (Höchstserie 15).

## Spielmodus
Wird das Turnier mit 24 Teams gespielt, aber es melden sich weniger Teams an, so werden B-Teams zugelassen. Diese werden wie folgt vergeben:
1. Titelträger (hier:  Schweden)
2. Organisierende Nation (hier:  Deutschland)
3. Nächstfolgende Nation nach Weltrangliste (hier:  Niederlande)

Gespielt wurde in Viersen auf vier Match-Billards. Jedes Team bestand aus zwei Spielern. Es wurde im Satzsystem auf Punkte gespielt – in der Vorrunde (Gruppenphase) „Best of 3“ in Gruppen à drei Teams, ab dem Viertelfinals „Best of 5“. Seit 2004 wird kein Platz 3 mehr ausgespielt. Somit gab es 2 Bronzemedaillen. Die Shot-clock stand auf 40 Sekunden. Jeder Spieler hatte je ein Time-out von 40 Sekunden je Spiel.
Bei Punktegleichstand wird wie folgt gewertet:
1. Matchpunkte (MP)
2. Satzverhältnis (SV)
3. Mannschafts-Generaldurchschnitt (MGD)

## Teilnehmer
| Nation        | Gruppe | Spieler 1         | Spieler 2             |
| ------------- | ------ | ----------------- | --------------------- |
| Ägypten       | B      | Sameh Sidhom      | Ihab El Messery       |
| Belgien       | D      | Roland Forthomme  | Jozef Philipoom       |
| Dänemark      | F      | Dion Nelin        | Thomas Andersen       |
| Deutschland A | C      | Martin Horn       | Christian Rudolph     |
| Deutschland B | H      | Jens Eggers       | Thorsten Frings       |
| Ecuador       | C      | Luis Aveiga       | Juan Carlos del Salto |
| Frankreich    | G      | Jérémy Bury       | Jean-Christophe Roux  |
| Griechenland  | H      | George Sakkas     | Vagelis Moulos        |
| Japan         | G      | Ryūji Umeda       | Kouji Funaki          |
| Kolumbien     | A      | Carlos Campiño    | Andres F. Naranjo     |
| Südkorea      | F      | Kim Kyung-roul    | Choi Sung-won         |
| Kroatien      | E      | Domagoj Hum       | Nadir Paulovic        |
| Luxemburg     | B      | Ramon Hamm        | Christoffer Jensen    |
| Niederlande A | B      | Dick Jaspers      | Raimond Burgman       |
| Niederlande B | G      | Jean van Erp      | Glenn Hofman          |
| Österreich    | C      | Andreas Efler     | Gerhard Kostistansky  |
| Portugal      | D      | Paulo Andrade     | Rui Manuel Costa      |
| Schweden A    | A      | Torbjörn Blomdahl | Michael Nilsson       |
| Schweden B    | F      | Nalle Olsson      | Peter Lohmander       |
| Schweiz       | A      | René Hendriksen   | Torsten Danielsson    |
| Spanien       | E      | Daniel Sánchez    | Rubén Legazpi         |
| Türkei        | H      | Adnan Yüksel      | Murat Naci Çoklu      |
| Venezuela     | D      | Daniel Reyes      | Miguel Canton         |
| Vietnam       | E      | Dương Anh Vũ      | Dang Dinh Tien        |

## Gruppenphase
Gespielt wurde in acht Gruppen à drei Teams. Die jeweiligen Gruppensieger zogen direkt ins Viertelfinale ein.

### Gruppe A
| Platz | Nation     | Sp. | G-U-V | MP  | SV  | MGD   | BEMD  |
| ----- | ---------- | --- | ----- | --- | --- | ----- | ----- |
| 1     | Schweden A | 2   | 2-0-0 | 4:0 | 8:2 | 1,626 | 1,771 |
| 2     | Kolumbien  | 2   | 1-0-1 | 2:2 | 6:5 | 1,252 | 1,086 |
| 3     | Schweiz    | 2   | 0-0-2 | 0:4 | 1:8 | 0,673 | -     |

| Datum                   | Nation 1   | MGD   | MP  | SV  | MGD   | Nation 2   |
| ----------------------- | ---------- | ----- | --- | --- | ----- | ---------- |
| 25. Februar 2010 16:00h | Kolumbien  | 1,086 | 2:0 | 4:1 | 0,649 | Schweiz    |
| 26. Februar 2010 14:00h | Schweiz    | 0,710 | 0:2 | 0:4 | 1,500 | Schweden A |
| 27. Februar 2010 11:00h | Schweden A | 1,771 | 2:0 | 4:2 | 1,545 | Kolumbien  |

### Gruppe B
| Platz | Nation        | Sp. | G-U-V | MP  | SV  | MGD   | BEMD  |
| ----- | ------------- | --- | ----- | --- | --- | ----- | ----- |
| 1     | Niederlande A | 2   | 2-0-0 | 4:0 | 8:0 | 2,000 | 2,400 |
| 2     | Ägypten       | 2   | 1-0-1 | 2:2 | 4:5 | 1,170 | 1,138 |
| 3     | Luxemburg     | 2   | 0-0-2 | 0:4 | 1:8 | 0,783 | -     |

| Datum                   | Nation 1      | MGD   | MP  | SV  | MGD   | Nation 2      |
| ----------------------- | ------------- | ----- | --- | --- | ----- | ------------- |
| 25. Februar 2010 12:00h | Ägypten       | 1,138 | 2:0 | 4:1 | 0,687 | Luxemburg     |
| 26. Februar 2010 14:00h | Luxemburg     | 0,969 | 0:2 | 0:4 | 1,714 | Niederlande A |
| 27. Februar 2010 11:00h | Niederlande A | 2,400 | 2:0 | 4:0 | 1,260 | Ägypten       |

### Gruppe C
| Platz | Nation        | Sp. | G-U-V | MP  | SV  | MGD   | BEMD  |
| ----- | ------------- | --- | ----- | --- | --- | ----- | ----- |
| 1     | Deutschland A | 2   | 2-0-0 | 4:0 | 8:0 | 1,428 | 1,764 |
| 2     | Ecuador       | 2   | 0-1-1 | 1:3 | 3:7 | 1,239 | 1,333 |
| 3     | Österreich    | 2   | 0-1-1 | 1:3 | 3:7 | 1,157 | 1,233 |

| Datum                   | Nation 1      | MGD   | MP  | SV  | MGD   | Nation 2   |
| ----------------------- | ------------- | ----- | --- | --- | ----- | ---------- |
| 25. Februar 2010 18:00h | Österreich    | 1,233 | 1:1 | 3:3 | 1,333 | Ecuador    |
| 26. Februar 2010 16:00h | Deutschland A | 1,200 | 2:0 | 4:0 | 1,062 | Österreich |
| 27. Februar 2010 13:30h | Deutschland A | 1,764 | 2:0 | 4:0 | 1,062 | Ecuador    |

### Gruppe D
| Platz | Nation    | Sp. | G-U-V | MP  | SV  | MGD   | BEMD  |
| ----- | --------- | --- | ----- | --- | --- | ----- | ----- |
| 1     | Belgien   | 2   | 2-0-0 | 4:0 | 8:1 | 1,367 | 1,370 |
| 2     | Portugal  | 2   | 1-0-1 | 2:2 | 5:5 | 0,931 | 0,911 |
| 3     | Venezuela | 2   | 0-0-2 | 0:4 | 1:8 | 0,708 | -     |

| Datum                   | Nation 1  | MGD   | MP  | SV  | MGD   | Nation 2  |
| ----------------------- | --------- | ----- | --- | --- | ----- | --------- |
| 25. Februar 2010 18:00h | Portugal  | 0,911 | 2:0 | 4:1 | 0,653 | Venezuela |
| 26. Februar 2010 16:00h | Venezuela | 0,809 | 0:2 | 0:4 | 1,363 | Belgien   |
| 27. Februar 2010 13:30h | Belgien   | 1,370 | 2:0 | 4:1 | 0,961 | Portugal  |

### Gruppe E
| Platz | Nation   | Sp. | G-U-V | MP  | SV  | MGD   | BEMD  |
| ----- | -------- | --- | ----- | --- | --- | ----- | ----- |
| 1     | Spanien  | 2   | 2-0-0 | 4:0 | 8:1 | 1,488 | 1,585 |
| 2     | Vietnam  | 2   | 1-0-1 | 2:2 | 5:4 | 1,211 | 1,176 |
| 3     | Kroatien | 2   | 0-0-2 | 0:4 | 0:8 | 0,577 | -     |

| Datum                   | Nation 1 | MGD   | MP  | SV  | MGD   | Nation 2 |
| ----------------------- | -------- | ----- | --- | --- | ----- | -------- |
| 25. Februar 2010 18:00h | Vietnam  | 1,176 | 2:0 | 4:0 | 0,714 | Kroatien |
| 26. Februar 2010 16:00h | Kroatien | 0,414 | 0:2 | 0:4 | 1,395 | Spanien  |
| 27. Februar 2010 13:30h | Spanien  | 1,585 | 2:0 | 4:1 | 1,256 | Vietnam  |

### Gruppe F
| Platz | Nation     | Sp. | G-U-V | MP  | SV  | MGD   | BEMD  |
| ----- | ---------- | --- | ----- | --- | --- | ----- | ----- |
| 1     | Südkorea   | 2   | 1-1-0 | 3:1 | 7:2 | 1,487 | 1,764 |
| 2     | Dänemark   | 2   | 1-0-1 | 2:2 | 4:5 | 1,367 | 1,468 |
| 3     | Schweden B | 2   | 0-1-1 | 1:3 | 3:7 | 1,075 | 1,166 |

| Datum                   | Nation 1   | MGD   | MP  | SV  | MGD   | Nation 2   |
| ----------------------- | ---------- | ----- | --- | --- | ----- | ---------- |
| 25. Februar 2010 14:00h | Südkorea   | 1,291 | 1:1 | 3:2 | 1,166 | Schweden B |
| 26. Februar 2010 11:00h | Schweden B | 0,977 | 0:2 | 1:4 | 1,468 | Dänemark   |
| 26. Februar 2010 20:00h | Dänemark   | 1,218 | 0:2 | 0:4 | 1,764 | Südkorea   |

### Gruppe G
| Platz | Nation        | Sp. | G-U-V | MP  | SV  | MGD   | BEMD  |
| ----- | ------------- | --- | ----- | --- | --- | ----- | ----- |
| 1     | Frankreich    | 2   | 1-0-1 | 2:2 | 5:4 | 1,171 | 1,333 |
| 2     | Niederlande B | 2   | 1-0-1 | 2:2 | 5:5 | 1,258 | 1,131 |
| 3     | Japan         | 2   | 1-0-1 | 2:2 | 4:5 | 1,407 | 2,060 |

| Datum                   | Nation 1      | MGD   | MP  | SV  | MGD   | Nation 2      |
| ----------------------- | ------------- | ----- | --- | --- | ----- | ------------- |
| 25. Februar 2010 12:00h | Frankreich    | 1,050 | 0:2 | 1:4 | 1,313 | Niederlande B |
| 25. Februar 2010 20:00h | Japan         | 0,906 | 0:2 | 0:4 | 1,333 | Frankreich    |
| 26. Februar 2010 18:00h | Niederlande B | 1,500 | 0:2 | 0:4 | 2,060 | Japan         |

### Gruppe H
| Platz | Nation        | Sp. | G-U-V | MP  | SV  | MGD   | BEMD  |
| ----- | ------------- | --- | ----- | --- | --- | ----- | ----- |
| 1     | Türkei        | 2   | 2-0-0 | 4:0 | 8:2 | 1,622 | 1,686 |
| 2     | Deutschland B | 2   | 1-0-1 | 2:2 | 4:4 | 1,388 | 2,000 |
| 3     | Griechenland  | 2   | 0-0-2 | 0:4 | 2:8 | 1,050 | -     |

| Datum                   | Nation 1      | MGD   | MP  | SV  | MGD   | Nation 2      |
| ----------------------- | ------------- | ----- | --- | --- | ----- | ------------- |
| 25. Februar 2010 16:00h | Griechenland  | 1,035 | 0:2 | 0:4 | 2,000 | Deutschland B |
| 25. Februar 2010 20:00h | Türkei        | 1,686 | 2:0 | 4:2 | 1,080 | Griechenland  |
| 26. Februar 2010 18:00h | Deutschland B | 0,891 | 0:2 | 0:4 | 1,538 | Türkei        |

## Finalrunde
Ab dem Viertelfinale galt das K.-o.-System. Ein Spiel um Platz drei wurde nicht ausgetragen.

|  | Viertelfinale Best of 5 | Viertelfinale Best of 5 |               |               | Halbfinale Best of 5 | Halbfinale Best of 5 |  |  | Finale Best of 5 | Finale Best of 5 |
|  |                         |                         |               |               |                      |                      |  |  |                  |                  |
|  | Türkei                  | 1:1/4:4/1,542           |               |               |                      |                      |  |  |                  |                  |
|  | Belgien                 | 1:1/4:4/1,400           |               |               |                      |                      |  |  |                  |                  |
|  | Belgien                 | 1:1/4:4/1,400           | Türkei        | 2:0/4:1/2,272 |                      |                      |  |  |                  |                  |
|  |                         |                         | Türkei        | 2:0/4:1/2,272 |                      |                      |  |  |                  |                  |
|  |                         | Südkorea                | 0:2/1:4/1,516 |               |                      |                      |  |  |                  |                  |
|  | Südkorea                | Südkorea                | 0:2/1:4/1,516 | 2:0/5:0/1,704 |                      |                      |  |  |                  |                  |
|  | Südkorea                |                         |               | 2:0/5:0/1,704 |                      |                      |  |  |                  |                  |
|  | Frankreich              | 0:2/0:5/0,976           |               |               |                      |                      |  |  |                  |                  |
|  |                         |                         | Türkei        | 2:0/5:2/1,636 |                      |                      |  |  |                  |                  |
|  |                         | Spanien                 | 0:2/2:5/1,277 |               |                      |                      |  |  |                  |                  |
|  | Spanien                 | 2:0/6:4/1,369           |               |               |                      |                      |  |  |                  |                  |
|  | Schweden A              | 0:2/4:6/1,454           |               |               |                      |                      |  |  |                  |                  |
|  | Schweden A              | 0:2/4:6/1,454           | Spanien       | 2:0/4:2/1,795 |                      |                      |  |  |                  |                  |
|  |                         |                         | Spanien       | 2:0/4:2/1,795 |                      |                      |  |  |                  |                  |
|  |                         | Niederlande A           | 0:2/2:4/1,409 |               |                      |                      |  |  |                  |                  |
|  | Deutschland A           | Niederlande A           | 0:2/2:4/1,409 | 0:2/2:5/1,690 |                      |                      |  |  |                  |                  |
|  | Deutschland A           |                         |               | 0:2/2:5/1,690 |                      |                      |  |  |                  |                  |
|  | Niederlande A           | 2:0/5:2/2,022           |               |               |                      |                      |  |  |                  |                  |

## Abschlusstabelle
| MP    | Match Punkte (Sieger = 2; Unentschieden = 1; Verlierer = 0) |
| SV    | Satzverhältnis (nur bei Turnieren im Satzsystem)            |
| Pkte. | Erzielte Karambolagen                                       |
| Aufn. | benötigte Aufnahmen                                         |
| GD    | Generaldurchschnitt                                         |
| MGD   | Mannschafts-Generaldurchschnitt                             |
| BED   | Bester Einzeldurchschnitt eines Spielers                    |
| BEMD  | Bester Einzeldurchschnitt einer Mannschaft                  |
| BSD   | Bester Satzdurchschnitt eines Spielers                      |
| HS    | Höchstserie                                                 |
| WRP   | Weltranglistenpunkte                                        |

| Endklassement   | Endklassement | Endklassement | Endklassement | Endklassement | Endklassement | Endklassement | Endklassement | Endklassement | Endklassement | Endklassement | Endklassement |    |
| Phase           | Platz         | Name          | Sp.           | G-U-V         | MP            | PP            | SV            | Pkt.          | Aufn.         | MGD           | BEMD          | HS |
| --------------- | ------------- | ------------- | ------------- | ------------- | ------------- | ------------- | ------------- | ------------- | ------------- | ------------- | ------------- | -- |
| Finale          | 1             | Türkei        | 5             | 5-0-0         | 10:0          | 9:3           | 22:10         | 419           | 248           | 1,689         | 2,272         | 10 |
| Finale          | 2             | Spanien       | 5             | 4-0-1         | 8_2           | 8:2           | 21:12         | 399           | 274           | 1,456         | 1,585         | 9  |
| Halb- finale    | 3             | Niederlande A | 4             | 3-0-1         | 6:2           | 6:2           | 15:7          | 271           | 148           | 1,831         | 2,400         | 12 |
| Halb- finale    | 3             | Südkorea      | 4             | 2-1-1         | 5:3           | 7:3           | 14:7          | 244           | 157           | 1,554         | 1,764         | 10 |
| Viertel- finale | 5             | Belgien       | 3             | 2-0-1         | 4:2           | 5:1           | 12:5          | 232           | 168           | 1,380         | 1,400         | 8  |
| Viertel- finale | 6             | Deutschland A | 3             | 2-0-1         | 4:2           | 5:2           | 10:5          | 191           | 126           | 1,515         | 1,764         | 9  |
| Viertel- finale | 7             | Schweden A    | 3             | 2-0-1         | 4:2           | 4:2           | 12:8          | 255           | 167           | 1,526         | 1,771         | 9  |
| Viertel- finale | 8             | Frankreich    | 3             | 1-0-3         | 2:4           | 2:5           | 5:9           | 164           | 147           | 1,115         | 1,333         | 8  |
| Gruppen- phase  | 9             | Kolumbien     | 2             | 1-0-1         | 2:2           | 2:2           | 6:5           | 114           | 91            | 1,252         | 1,086         | 15 |
| Gruppen- phase  | 10            | Vietnam       | 2             | 1-0-1         | 2:2           | 2:2           | 5:4           | 109           | 90            | 1,211         | 1,176         | 6  |
| Gruppen- phase  | 11            | Deutschland B | 2             | 1-0-1         | 2:2           | 2:2           | 4:4           | 93            | 67            | 1,388         | 2,000         | 9  |
| Gruppen- phase  | 12            | Niederlande B | 2             | 1-0-1         | 2:2           | 2:2           | 5:5           | 117           | 93            | 1,258         | 1,313         | 8  |
| Gruppen- phase  | 13            | Portugal      | 2             | 1-0-1         | 2:2           | 2:2           | 5:5           | 122           | 131           | 0,931         | 0,911         | 7  |
| Gruppen- phase  | 14            | Dänemark      | 2             | 1-0-1         | 2:2           | 2:2           | 4:5           | 108           | 79            | 1,367         | 1,468         | 10 |
| Gruppen- phase  | 15            | Ägypten       | 2             | 1-0-1         | 2:2           | 2:2           | 4:5           | 103           | 88            | 1,170         | 1,138         | 8  |
| Gruppen- phase  | 16            | Ecuador       | 2             | 0-1-1         | 1:3           | 1:3           | 3:7           | 114           | 92            | 1,239         | 1,333         | 11 |
| Gruppen- phase  | 17            | Japan         | 2             | 1-0-1         | 2:2           | 2:2           | 4:5           | 107           | 76            | 1,407         | 2,060         | 9  |
| Gruppen- phase  | 18            | Österreich    | 2             | 0-1-1         | 1:3           | 1:3           | 3:7           | 125           | 108           | 1,157         | 1,233         | 6  |
| Gruppen- phase  | 19            | Schweden B    | 2             | 0-1-1         | 1:3           | 1:3           | 3:7           | 100           | 93            | 1,075         | 1,166         | 6  |
| Gruppen- phase  | 20            | Griechenland  | 2             | 0-0-2         | 0:4           | 0:4           | 2:8           | 83            | 78            | 1,064         | –             | 5  |
| Gruppen- phase  | 21            | Luxemburg     | 2             | 0-0-2         | 0:4           | 0:4           | 1:8           | 76            | 97            | 0,783         | –             | 4  |
| Gruppen- phase  | 22            | Venezuela     | 2             | 0-0-2         | 0:4           | 0:4           | 1:8           | 85            | 120           | 0,708         | –             | 5  |
| Gruppen- phase  | 23            | Schweiz       | 2             | 0-0-2         | 0:4           | 0:4           | 1:8           | 64            | 95            | 0,673         | –             | 3  |
| Gruppen- phase  | 24            | Kroatien      | 2             | 0-0-2         | 0:4           | 0:4           | 0:8           | 52            | 90            | 0,577         | -             | 5  |